# Gandalf (banda)
Gandalf fue una banda finlandesa de death metal melódico, que incorporaba elementos de hard rock tradicional en su sonido. Fue formada en Helsinki en 1993 por el baterista, entonces guitarrista, Nalle Österman (más tarde integrante de Shaman, Korpiklaani y Lullacry), el guitarrista Timo Nyberg, el vocalista Jari Hurskainen, y el baterista Mika Gas Lipstick Karppinen, quien más tarde alcanzaría notoriedad con la banda HIM.
El nombre Gandalf se originó en la costumbre de los primeros fans de la banda de llamar «mago de la guitarra» al guitarrista del grupo; y poco después «Gandalf» (por el mago protagonista de la novela fantástica El Señor de los Anillos, del escritor británico J. R. R. Tolkien); sobrenombre que pronto decidieron extender a la banda en su conjunto. Gandalf publicó sus dos álbumes a través de Wicked World Records, una filial de Earache Records.
La banda se separó en 2001, por desavenencias surgidas entre sus miembros tras una gira por el Reino Unido.

## Discografía
- 1999: Deadly Fairytales;
- 2001: Rock Hell.